# Grouvellinus chinensis
Grouvellinus chinensis là một loài bọ cánh cứng trong họ Elmidae. Loài này được Maran miêu tả khoa học năm 1939.